# 易廷憲
易廷憲（1464年—？），字元監，湖广岳州府华容县人，民籍，明朝政治人物。

## 生平
弘治十一年戊午科湖廣鄉試第十四名舉人。弘治十二年（1499年）中式己未科會試第二百四十二名，三甲第一百名進士。官行人。

## 家族
曾祖易榮斌；祖易思恭；父易均容，训导。母劉氏，继母宋氏。具庆下。